# Giró (despoblat)
Giró és un despoblat del municipi de Monesma i Queixigar, a la comarca de la Ribagorça.